# Edvard Ehlers
Edvard Laurits Ehlers (né le 26 mars 1863 à Copenhague et mort dans la même ville le 7 mai 1937) est un dermatologue danois.
Son nom a été donné à un groupe de troubles génétiques rares du tissu conjonctif, connus collectivement sous le nom de syndrome d'Ehlers-Danlos (SED), et qui ont été nommés également d'après le dermatologue français Henri-Alexandre Danlos.